# Arthur Hills
Arthur Hills, född 1930 i Toledo i Ohio, död 18 maj 2021 i Sylvania i Ohio, var en amerikansk golfarkitekt. Tillsammans med Steve Forrest drev han Arthur Hills/Steve Forrest and Associates.
I Sverige har Hills och Forrest ritat Hills GC i Mölndal, strax söder om Göteborg, och Sand GC i Jönköping.